# Phố Hàng Giấy
Hàng Giấy là một con phố thuộc quận Hoàn Kiếm, trong khu phố cổ Hà Nội, đi từ phố Hàng Đậu đến phố Hàng Khoai. Phố Hàng Giấy có chiều dài 208 mét.

## Lịch sử
Hàng Giấy nguyên là đất phường Đồng Xuân tổng Hậu Túc (sau đổi thành tổng Đồng Xuân) huyện Thọ Xương cũ. Phố ngày nay thuộc phường Đồng Xuân, quận Hoàn Kiếm.
Tại số nhà 83 hiện nay là đình Đồng Xuân thờ Bạch Mã.
Phố này ngày xưa bán các thứ giấy do làng Bưởi, làng Cót làm ra: giấy lệnh, giấy sắc, giấy bàn, giấy moi, giấy bồi... và những giấy nhập nội như giấy quyến, giấy tàu bạch...
Đầu thời Pháp thuộc, ở phố này xuất hiện nhiều nhà hát ả đào (gọi là cô đầu Hàng Giấy). Ca dao Hà Nội cũ còn có câu:
Trải qua Hàng Giấy dần dần
Cung đàn nhịp phách nên xuân bốn mùa
Về sau nhóm ả đào lùi ra ngoại ô về Khâm Thiên, Bạch Mai, Thái Hà...
Thời Pháp tên gọi con phố này là rue du Papier.